# 滝尾橋

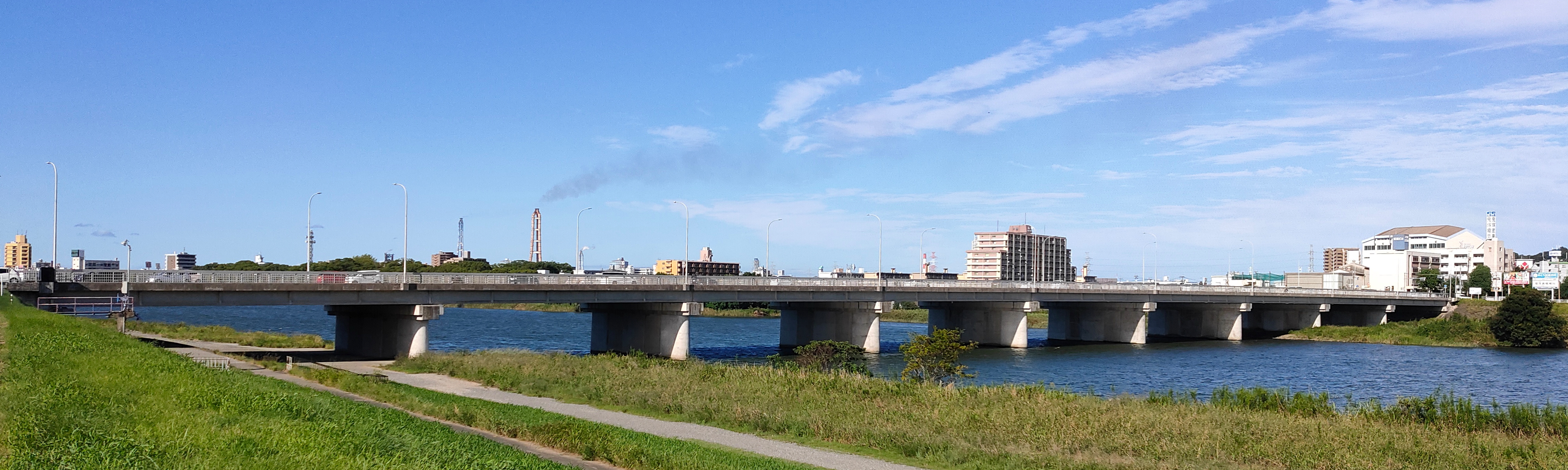
滝尾橋のパノラマ画像

滝尾橋（たきおばし）は、大分県大分市の大分川に架かる橋である。主要地方道大分県道21号大分臼杵線の一部を構成し、大分市街地と市街地東側の明野団地、猪野、葛木、横尾地区を結んでいる。

## 沿革
現在滝尾橋が架かる場所には、かつて坊ヶ小路の渡しと呼ばれる渡し船があった。上流の古国府の渡しには明治年間に広瀬橋が架けられたのに対して、坊ヶ小路の渡しにはなかなか架橋されなかったが、大正時代初めに木造の滝尾橋が架けられ、1930年（昭和5年）頃にコンクリート造に架け替えられた。
1953年（昭和28年）に西日本水害で滝尾橋の下流に位置する舞鶴橋が流失し津留地区が孤立した際には、大分川の派川（分流）の裏川に木造の仮設橋である下津仮橋を架けて、滝尾橋経由で大分市内への交通を復旧した。
現在の橋は、1963年（昭和38年）に完成したものである。